# Чарльз Беквіт
Чарльз Елвін Беквіт (англ. Charles Alvin Beckwith; нар. 22 січня 1929, Атланта — пом. 13 червня 1994, Остін, Техас) — американський офіцер, полковник армії США (1974), засновник та перший командир 1-го загону сил спеціальних операцій «Дельта». Учасник бойових дій у Корейській, Малайській та В'єтнамській війнах, вважався одним з найдосвідченіших практиків ведення асиметричних бойових дій, контрпартизанської та контртерористичної боротьби в армії США.

## Біографія
Чарльз Елвін Беквіт народився у місті Атланта в штаті Джорджія 22 січня 1929. З дитинства захоплювався спортом, був одним з гравців у футбол команди міської вищої школи імені Генрі Грейді. Вищу освіту здобув у Національному університеті Джорджії, де пройшов військову підготовку на курсах офіцерів резерву армії США (англ. Reserve Officers' Training Corps). Закінчив виш у 1952 з отриманням первісного офіцерського звання другий лейтенант.
Перше призначення молодий офіцер отримав на посаду командира взводу роти «Чарлі» 17-го піхотного полку, 7-ї піхотної дивізії американської армії, що брала участь у бойових діях Корейської війни. У 1955 Чарльз Беквіт отримав призначення на посаду командира роти бойової підтримки 504-го парашутного полку 82-ї повітряно-десантної дивізії.
Через два роки Чарльз Беквіт закінчив Школу рейнджерів та перевівся до армійських сил спецоперацій. У 1960 відбув до Південного В'єтнаму та Лаосу, як військовий радник.
Згодом молодий офіцер був відправлений до Великої Британії за програмою з обміну досвідом до елітного 22-го полку SAS, де він пройшов повний курс підготовки та удосконалення навичок для фахівців спеціальних операцій за британською методикою. В рамках курсу навчання, Чарльз Беквіт брав участь разом з британськими операторами Спеціальної повітряної служби в бойових діях в Малайї проти комуністичних повстанців. Під час одного з бойових виходів захворів на лептоспіроз у настільки важкій формі, що доктора вважали, він не виживе. Однак, офіцер пройшов посилену програму лікування та реабілітації й повернувся до строю через декілька місяців.
По поверненню до Сполучених Штатів надав за командою рапорт про здобутий досвід та свої висновки стосовно відсутності в лавах армії США підрозділу, який би за своїми характеристиками та можливостями порівнював британському САС. Капітан Чарльз Беквіт наполегливо намагався пробитися зі своїми думками та ідеями, які він почерпав у британських професіоналів асиметричної війни та нетрадиційних форм ведення бойових дій, до власного керівництва спецопераціями армії та інших високопосадовців. Однак усі його намагання були марними. Вище керівництво американської армії вважало, що тодішні формування рейнджерів володіють достатнім потенціалом для виконання будь-яких завдань спеціальних операцій та боротьбі з партизанським рухом комуністів, й що потреби у створенні аналога британського SAS у лавах американських збройних сил немає.
Капітан Чарльз Беквіт, який проходив на той час службу у 7-й групі спецоперацій армії, здійснив самостійну спробу революціонізувати програму тренування «Зелених беретів». Основний акцент у підготовці рейнджерів того часу робився на навчанні ними контрпартизанських сил дружніх держав та навчанні й тренуванні нових воїнів та підрозділів антипартизанській тактиці дій та підготовці професійних кадрових військ.
У своїй книжці «Дельта-Форс. Елітний контртерористичний підрозділ армії США», він писав: «Перед тим, як „зеленому берету“ стати висококласним професіоналом спецоперацій, він мусив спочатку стати високопрофесійним солдатом регулярних сил. Через те, що Беквіт мав практичний досвід командування взводом та ротою, він був вражений тим, що практично ніхто з офіцерів спецоперацій не мав практики керівництва регулярним підрозділом й мав уявлення про звичайну тактику дій.»
Тоді офіцер, проаналізувавши керівні документи з підготовки рейнджерів, практично переписав наново основні керівництва та посібники спецоперацій, виходячи з власного досвіду у SAS та найсучасніших рекомендацій того часу. Одним з постулатів, який вивів Беквіт, було те, що кожний атрибут, як-то берет професіонала спеціальних операцій, — зелений берет — мусить здобуватися важкою та наполегливою працею, потом та кров'ю кандидата на право його носіння, а не звичайною видачею головного убору з речового складу. На думку Беквіта, берет — це символ професіонала найвищого ґатунку, і його потрібно заслужити.
Наступне, він вважав великою помилкою, що офіцери прибували до лав підрозділів спецоперацій прямо з вищого військового навчального закладу, не маючи досвіду служби не тільки у військах спеціального призначення, а й в регулярних формуваннях взагалі.
Капітан Чарльз Беквіт заснував курс практичного тренінгу та іспитів, настільки складний та виснажливий, що більшість претендентів, що намагалася його подолати, провалювалася. До речі, ключові моменти цього курсу лягли в основу сучасного Q-курсу.
Однак, усі ініціативи з боку офіцера не зустрічали порозуміння його командування й він постійно спіткався з труднощами, у тому числі штучними, які всіляко гальмували його проекти.
Незабаром, Чарльз Беквіт був відправлений у чергове службове відрядження до В'єтнаму, де очолив спеціалізований підрозділ сил спеціальних операцій під кодовим ім'ям Проект DELTA. Підрозділ, під його командуванням комплектувався найсмілівишими добровольцями з різних частин й виконували найскладніші завдання зі спеціальної розвідки та наведення авіаційних формувань на важливі цілі та районі зосередження, табори підготовки В'єтконгу. На початку 1966 під час вильоту на борту вертольоту на бойове завдання офіцер отримав важке поранення 12,7-мм кулею черевної порожнини. Рана була настільки критична, що на огляді пошкоджень, доктор відсортував його до таких, що неможливо вилікувати; це було вже вдруге, коли військові медики вважали його на порозі смерті. Проте, майор Беквіт попри такий діагноз вижив й після тривалого періоду реабілітації повернувся до служби, з призначенням на викладацьку посаду до Школи рейнджерів у Флориді. Невтомний воїн швидко трансформував курс підготовки рейнджерів, що по суті навчав рейнджерів тактиці дій періоду Другої світової війни, найсучасніший, орієнтований на реалії ведення бойових дій в умовах джунглів В'єтнаму, курс тренувань фахівців спецоперацій.
У 1968, коли у В'єтнамі розгорнулися бої Тетського наступу, підполковник Чарльз Беквіт знову прибув до В'єтнаму, де прийняв під своє командування 2-й батальйон 327-го парашутно-десантного полку 1-ї парашутної бригади 101-ї десантно-штурмової дивізії. На чолі батальйону десантників протягом 9 місяців він брав участь у бойових діях під Хюе, в операціях «Мінго» в провінції Куангчі, «Джеб Стюарт» у Тхиатхьєн-Хюе, «Невадський орел», у серпні 1968 в операції «Сомерсет Плейн» — бойові дії із зачищення південної частини долини Ашау. Найзапекліші бої американські десантники вели поздовж дороги 547, на заході від Хюе; через надзвичайну важливість шляхів комунікацій, американські та південно-в'єтнамські війська заснували поблизу шосе передову базу вогневої підтримки «Бастонь», яка існувала тут до 1975 року.
Після повернення з В'єтнаму, з 1973 до 1974 підполковник Чарльз Беквіт служив на північному сході Таїланду на військовій базі таїландських ВПС поблизу міста Накхонпханом в Об'єднаному центрі контролю бойових втрат (англ. Joint Casualty Resolution Center (JCRC), як командир контрольної команди «B». Цей центр під керівництвом бригадного генерала Роберта Кінгстона займався проблемами розшуку американських військовослужбовців, що зникли безвісти під час боїв В'єтнамської війни, а також в інших випадках на території Індокитаю. Переважними завданнями підрозділу Беквіта були пошук можливих місць перебування зниклих, польові роботи з розшуку, ексгумації, доставлення тліну загиблих на батьківщину.
Під час проходження служби у Таїланді, в 1974 році, Чарльзу Беквіту присвоєне чергове звання «полковник». Повернувшись у цьому році до США, полковник отримав призначення до Форту Брегг, де очолив напрямок тренувань операторів спецоперацій.
Протягом півтора десятиріччя усі інновації та спроби офіцера щодо створення «елітного, високопрофесійного, з високим ступенем автономності дій підрозділу для проведення прямих акцій у екстремальних умовах ворожого середовища» не зустрічали підтримки з боку його начальників. Проте, у середині 1970-х терористична загроза у світі різко зросла. Захоплення заручників на Мюнхенській Олімпіаді в 1972, напад бойовиків Червоної армії Японії в Куалі-Лумпур із захопленням у заручники американського консулу та інших дипломатів різних країн, змусила вище керівництво США, а згодом й армії переглянути свої погляди на суть проблеми. Тут й згадали про полковника Чарльза Беквіта. Після довгих розмов, йому дали добро на формування елітного підрозділу, за право створити який він боровся багато років.
У листопаді 1977 контртерористичний загін «Дельта-Форс», створений по аналогії британської SAS, був офіційно створений. Водночас, головним завданням цього підрозділу із самого початку його формування визначалося проведення антитерористичних дій з акцентом на рятуванні заручників, зокрема у випадках захоплення чи угону літаків міжнародних авіарейсів, що мало характерну для того часу тенденцію. Спецпідрозділ «Дельта» став першим формуванням такої спрямованості у Сполучених Штатах.
Після років підготовки та наполегливих тренувань у квітні 1980, спецзагін «Дельта» отримав перше бойове завдання на участь у спеціальній операції американських сил спеціальних операцій у спробі врятування 52 американців, захоплених під час Іранської кризи в американському посольстві в Тегерані. Операція, під кодовою назвою «Орлиний кіготь», котра проводилася 24-25 квітня 1980 року під безпосереднім проводом Верховного Головнокомандувача президента країни Джиммі Картера, завершилася грандіозним провалом з колосальним політичним фіаско правлячої адміністрації США. Ще на першій стадії операції, при маневруванні один з гелікоптерів RH-53D «Сі Сталліон», той урізався в транспортний літак EC-130. У наслідок катастрофи загинуло 8 американських військових, втрачені вертольоти та літак.
Комісія конгресу США з розслідування обставин катастрофи спеціальної операції під головуванням колишнього керівника військово-морськими операціями відставного адмірала Джеймса Голловея III провела значну роботу та надала поради щодо реорганізації Департаменту оборони США й прийняття у 1986 році акту Голдвотера-Ніколса.
За результатами цього розслідування були сформовані Командування сил спеціальних операцій США та низка частин спеціальних операцій, зокрема 160-й авіаційний полк ССО, та за особистою порадою полковника Чарльза Беквіта колегіальний центр управління спеціальними операціями усіх видів збройних сил США — Об'єднане Командування спеціальних операцій США.
Катастрофічні наслідки операції «Орлиний кіготь» сильно вплинули на командира «Дельти». Через деякий період часу він подав офіційний рапорт на звільнення й незабаром вийшов у відставку.
Після звільнення заснував приватну фірму з консультацій у сфері безпеки, написав єдину книгу про загін «Дельта».
13 червня 1994 полковник Чарльз Беквіт помер у себе вдома в місті Остін, у штаті Техас від природних причин у віці 65 років. Похований «Атакуючий Чарлі» на національному військовому кладовищі форту Сем Х'юстон у штаті Техас.